# یواس‌اس روتلند (ای‌پی‌ای-۱۹۲)
یواس‌اس روتلند (ای‌پی‌ای-۱۹۲) (به انگلیسی: USS Rutland (APA-192)) یک کشتی بود که طول آن ۴۵۵ فوت (۱۳۹ متر) بود. این کشتی در سال ۱۹۴۴ ساخته شد.